# NGC 1998
NGC 1998 é uma galáxia lenticular (S0) localizada na direcção da constelação de Pictor. Possui uma declinação de -48° 41' 43" e uma ascensão recta de 5 horas, 33 minutos e 15,7 segundos.
A galáxia NGC 1998 foi descoberta em 28 de Dezembro de 1834 por John Herschel.